# 茅理翔
茅理翔（1941年—），男，浙江慈溪人，中国厨具业企业家、管理研究者，现任方太集团董事长。

## 生平
1941年，出生于浙江省宁波市慈溪县。1961年，中学毕业于慈溪中学。随后因家贫辍学，在乡里部门担任了长达十年的会计和十年的供销员。1985年，白手起家创办慈溪无线电器材厂，并自任厂长兼总经理，长达十五年之久。其间产品畅销国内市场并大量出口，被外国商家称作“世界点火枪大王”。
1985年-1987年，函授就读于北京大学，学习经济和企业管理。1992年，就读于美国犹他大学，研修企业管理等课程。曾多次赴美国、日本、西欧等地考察产业。1995年，创立方太集团，主要生产各种厨具、家居电器，走品牌化道路，成为中国著名厨具生产商。现任方太集团董事长。

## 著作
茅理翔出身农村，其对中国农村乡镇企业发展道路、模式，和对家族式企业发展的探讨受到多方关注，受到诸如《经理人》、《商界》、《销售与市场》、《经济日报》、《中国经济时报》、《中国民营企业报》、《中国民营与科技 》、《浙江日报》、《宁波日报》等众多媒体、出版报刊杂志的广泛刊登转载。

### 代表书籍
- 《飞翔的轨迹》
- 《飞翔的管理》
- 《飞翔岁月》
- 《管理千千结》

### 代表论文
- 《论民营企业普遍存在的十大关系和应科学处理的十大关系》
- 《二次创业重在管理突破》
- 《企业文化提纲，纲举才能目张》